# Cantón de La Chapelle-Saint-Luc
El cantón de La Chapelle-Saint-Luc era una división administrativa francesa, que estaba situada en el departamento de Aube y la región de Champaña-Ardenas.

## Composición
El cantón estaba formado por una comuna, más una fracción de la comuna que le daba su nombre:
- La Chapelle-Saint-Luc (fracción)
- Les Noës-près-Troyes

## Supresión del cantón de La Chapelle-Saint-Luc
En aplicación del Decreto n.º 2014-216 de 21 de febrero de 2014, el cantón de La Chapelle-Saint-Luc fue suprimido el 22 de marzo de 2015 y sus 2 comunas pasaron a formar parte; una del nuevo cantón de Troyes-2 y la otra del nuevo cantón de Troyes-3.